# Nová vlna (science fiction)
Nová vlna (New Wave) je název směru v britské a posléze i americké literatuře science fiction. Těžištěm tohoto směru se stal britský časopis New Worlds, redigovaný od roku 1964 Michaelem Moorcockem. Hnutí mířilo proti stereotypům v klasické science fiction.
Díla Nové vlny jsou charakteristická značným stupněm experimentování, a to jak ve formě, tak obsahu. Autoři přinášeli do žánru fantastické literatury prvky z mainstreamové literatury. Co se obsahu týče, Nová vlna se odvrátila od tradičního pohledu ven (vesmír), směrem k rozbíjení tabu a bližšímu pohledu na člověka. Je patrný příklon k surrealismu, metafoře, psychologii a blízké budoucnosti.
Nejtypičtějším dílem hnutí a snad i jeho manifestem je antologie Harlana Ellisona Dangerous Visions (Nebezpečné vize).

## Někteří autoři
- Brian Aldiss
- James Graham Ballard
- Jon Bing
- John Brunner
- Philip K. Dick
- Samuel R. Delany
- Thomas M. Disch
- Harlan Ellison
- Harry Harrison
- M. John Harrison
- Ursula K. Le Guinová
- Keith Roberts
- Robert Silverberg
- Norman Spinrad
- Roger Zelazny
- Michael Moorcock